# Scopula magna
Scopula magna är en fjärilsart som beskrevs av Louis Beethoven Prout 1913. Scopula magna ingår i släktet Scopula och familjen mätare. Inga underarter finns listade.